# 黎巴嫩鎊
黎巴嫩鎊 （阿拉伯语：‎ lira libnaniyya；法語：livre libanaise；貨幣符號：‎；貨幣編號：LBP）為黎巴嫩流通貨幣。

## 流通中的貨幣

### 硬幣
- 100 鎊
- 250 鎊
- 500 鎊

### 紙幣

黎巴嫩現在流通的紙幣系列。

- 1,000 鎊
- 5,000 鎊
- 10,000 鎊
- 20,000 鎊
- 50,000 鎊
- 100,000 鎊

## 黎巴嫩货币历史
第一次世界大战之前，曾使用奥斯曼帝国里拉。1918年，奥斯曼帝国沦陷后，改换成使用埃及镑。在获得对叙利亚和黎巴嫩的控制权后，法国人用一种新的货币代替了叙利亚镑，即叙利亚镑和黎巴嫩的新货币，即叙利亚镑，与法国法郎挂钩，价值为1英镑=20法郎。
黎巴嫩从1924年开始发行自己的硬币，从1925年开始发行纸币。1939年，黎巴嫩货币正式与叙利亚分离，尽管它仍与法郎挂钩，并且仍可与叙利亚货币互换。1941年，在法国被纳粹德国击败后，黎巴嫩的货币以8.83黎巴嫩镑=1英镑的汇率与英镑挂钩。战后恢复了与法郎的联系，但在1949年被放弃。在黎巴嫩内战之前，1美元可兑换3黎镑。
在黎巴嫩内战期间，价值迅速下降，直到1992年，当时一美元的价值超过2500磅。随后价格又增加了，自2023年2月1日以来，黎镑的汇率一直固定在每美元15000黎镑。
自2019年以来因为黎巴嫩经济情况和政局动荡，黑市上黎巴嫩兑美元汇率不守15000，一直下跌。
由於戰爭及通貨膨脹，截至2025年1月5日，1歐元可兌換92,293黎巴嫩鎊，1美元可兌換89,531黎巴嫩鎊，1台幣可兌換2,716黎巴嫩鎊，1港幣可兌換11,509黎巴嫩鎊，1日圓可兌換569黎巴嫩鎊，超越伊朗里亞爾成為幣值最低的流通貨幣。

## 外部連結
- 唐的世界硬币画廊：Lebanon
- 罗恩·怀斯的世界纸币：Lebanon 镜像网站
- 现代金融系统表格－库尔特·舒勒制作：Asia 镜像网站
- 环球货币历史：Lebanon
- 《环球金融资料》系列：Lebanon Pound
- 《环球金融资料》货币历史表格（ 微软试算表格式）